# Völkel (Familienname)
Völkel oder Voelkel ist ein deutscher Familienname.

## Herkunft und Bedeutung
Aus einer Erweiterung von Volk, abgeleitet vom germanischen Rufnamen Fulko, mit dem Diminutivsuffix -el hervorgegangener Familienname.

## Namensträger
- Alec Völkel (* 1972), deutscher Musiker und Grafikdesigner
- Alfred Völkel (1927–2005), deutscher Schriftsteller
- Bärbel Völkel (* 1960), deutsche Historikerin und Geschichtsdidaktikerin
- Eduard Völkel (1878–1957), deutscher evangelischer Theologe
- Ernst Völkel (1881–?), deutscher Politiker (SPD, ASPD), MdL Sachsen
- Ernst August Voelkel (1886–1960), deutscher Komponist
- Georg Völkel (1902–1990), deutscher Schauspieler und Hörspielsprecher
- Heinrich Völkel (1925–1992), deutscher Politiker (SPD)
- Heinz Völkel (1912–1976), deutscher Maler und Grafiker
- Helmut Voelkel (1902–1945), deutscher Verwaltungsbeamter und NS-Opfer
- Helmut Völkel (1952–2018), deutscher evangelischer Theologe und Regionalbischof
- Johann Völkel (um 1565–1618), deutscher Theologe
- Johann Ludwig Völkel (1762–1829), deutscher Archäologe, Bibliothekar und Archivar
- Johannes Richard Voelkel (* 1971), deutscher Schauspieler
- Julian Voelkel (* 1973), deutscher Leichtathlet
- Karl Völkel (1869–1934), deutscher Mundartautor
- Markus Völkel (* 1953), deutscher Historiker
- Martin Voelkel (1884–1950), deutscher Pfarrer und Funktionär der Jugendbewegung
- Měrćin Völkel (Martin Völkel; 1934–2007), sorbischer Kulturwissenschaftler und Publizist
- Michael Völkel (Liedermacher) (* 1961), deutscher Liedermacher
- Michael Völkel (Autor) (* 1969), deutscher Autor
- Nham-hee Völkel-Song (* 1945), deutsch-koreanische bildende Künstlerin
- Oswald Völkel (1873–1952), schlesischer Maler und Freskant
- Oswald August Völkel (1884–1953), deutscher Bergmann und Archivar
- Pawoł Völkel (Paul Völkel; 1931–1997), sorbischer Slawist und Herausgeber
- Reinhold Völkel (Steinmetz) (1834–1892), österreichischer Steinmetz und Bildhauer
- Reinhold Völkel (Maler) (1873–1938), österreichischer Maler
- Reinhold Völkel (Jäger) (* 1925), deutscher Jäger und Jagdschriftsteller
- Riley Voelkel (* 1990), US-amerikanisch-kanadische Schauspielerin
- Stephan Völkel (* 1971), deutscher Basketballtrainer
- Ulrich Völkel (* 1940), deutscher Schriftsteller
- Wolfgang Barth-Völkel (* 1954), deutscher Politiker (Partei Rechtsstaatlicher Offensive)